# Ersin Tatar
Ersin Tatar (Nicosia, 7 september 1960) is een Turks-Cypriotische politicus. Sinds oktober 2020 is hij de vijfde president van de eenzijdig uitgeroepen Turkse Republiek Noord-Cyprus. Voordien, tussen 2019 en 2020, was hij premier. Tevens is hij de leider van de Partij van Nationale Eenheid.

## Biografie
Ersin Tatar is op 7 september 1960 geboren in Nicosia als zoon van politicus Rüstem Tatar en Canev Tatar. Hij was leerling aan een privé kostschool in Londen en studeerde economie aan de Universiteit van Cambridge, waar hij in 1982 afstudeerde. 
Tatar werkte van 1982 tot en met 1986 als registeraccountant bij PricewaterhouseCoopers in Engeland. In 1991 verhuisde hij naar Ankara en werkte daar onder andere als algemeen coördinator bij de populaire zender Show TV. In 1996 richtte hij zijn eigen televisiekanaal Kanal T op in Nicosia.

### Politieke loopbaan
Tatar was een actief lid van de Turks-Cypriotische gemeenschap in Turkije. Hij was voorzitter van de Istanbul Turks-Cypriotische Culturele Vereniging van 1997 tot 2001. In 2003 ging hij de politiek in door lid te worden van de Nationale Eenheidspartij. In 2009 werd hij verkozen in het parlement en diende als minister van Financiën onder premier Derviş Eroğlu tot het een motie van wantrouwen in 2013 leidde tot de val van het kabinet. In 2015 was Tatar kandidaat om partijleider te worden, maar hij verloor. In 2018 werd hij opnieuw kandidaat; dit keer won hij en werd oppositieleider.

#### Premier
Op 9 mei 2019 viel het kabinet van premier Tufan Erhürman, nadat minister Serdar Denktaş van Financiën ontslag nam en zijn Democratische Partij uit de coalitie trok. Tatar kreeg als partijleider van de grootste partij, van president Mustafa Akıncı de opdracht een nieuw kabinet te vormen. Tatar sloot een coalitie-akkoord met de Partij van het Volk en werd op 22 mei 2020 benoemd tot premier van het nieuwe kabinet. Een van zijn laatste acties als premier was het openen van de spookstad Varosha.

#### President
Ersin Tatar stelde zich kandidaat voor de presidentsverkiezingen in 2020. In de eerste ronde kreeg hij de meeste stemmen, maar wist geen meerderheid te behalen. In de tweede ronde won hij van zittend president Mustafa Akıncı. Op 23 oktober 2020 verruilde Tatar zijn premierschap voor het presidentschap.

## Privé
Ersin Tatar is getrouwd met Sibel Tatar, met wie hij twee kinderen heeft.